# Russell Roberts (Ökonom)

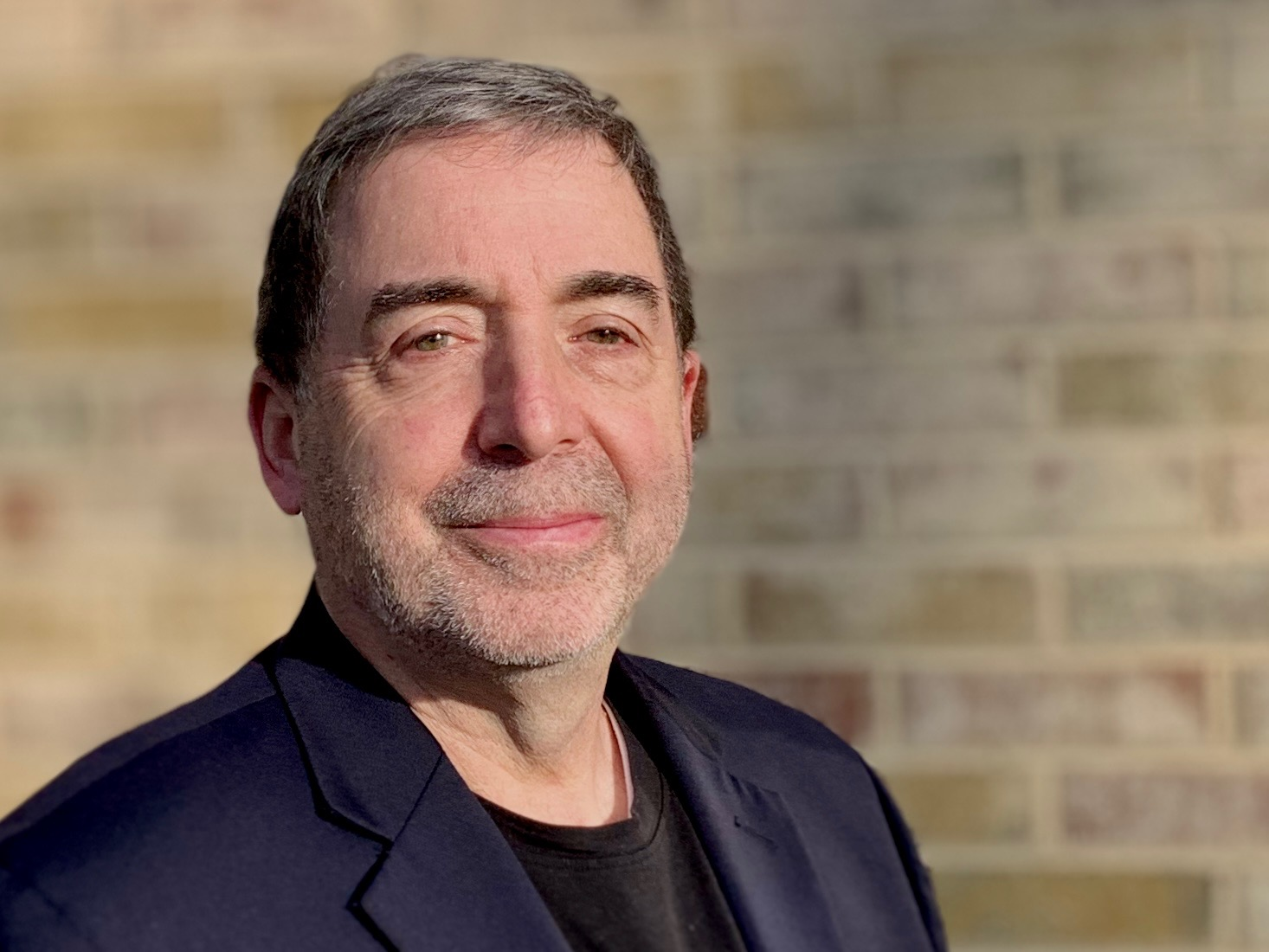
Russell Roberts (2020)

Russell Roberts (* 19. September 1953) ist ein US-amerikanischer Ökonom. Er ist Professor für Wirtschaftswissenschaften an der George Mason University in Fairfax (Virginia) und wissenschaftlicher Mitarbeiter der Hoover Institution an der Stanford University.
Vor seiner Professur an der George Mason University arbeitete Roberts an der Washington University in St. Louis und war der erste Leiter des Center for Experiential Learning an der John M. Olin School of Business. Roberts lehrte außerdem an der University of Rochester, der Stanford University, und  der UCLA.
Roberts ist Autor mehrerer Romane mit wirtschaftswissenschaftlichen Themen. Sein 1993 erschienener Roman The Choice wurde von BusinessWeek und der Financial Times zu den besten Büchern des Jahres bezeichnet. Roberts interviewt im Rahmen des wöchentlichen Podcasts EconTalk Ökonomen zu einer Vielzahl von Themen.

## Bücher
- The Price of Everything: A Parable of Possibility and Prosperity. Princeton University Press, 2008.
- The Invisible Heart: An Economic Romance. MIT Press, 2001.
- The Choice: A Fable of Free Trade and Protectionism. Prentice Hall, 1993.